# Sinclairsholms slott
Sinclairsholm är ett slott i Gumlösa socken i Hässleholms kommun.
Den nuvarande huvudbyggnaden uppfördes 1788 i trä efter en brand. Det  har under åren genomgått två större ombyggnader. 1880, efter ritningar av Mauritz From, lät man höja väggarna och ersatt mansardtaket med ett i fransk châteaustil. Vid ombyggnaden 1956 återfick huset delvis sin äldre form genom att man åter sänkte väggarna och återgick till mansardtak. 1904 brann samtliga byggnader på gården ner utom corpsdelogiet. Dessa återuppfördes efter de gamla ritningarna. Sommartid anordnas guidade turer.

## Historia
Godset grundlades i början på 1600-talet av länsmannen på Landskrona slott, danska riksrådet Anders Sinclair (1555–1625). År 1620 bytte han till sig den prästgård som kom att bli platsen för uppförandet av huset, som enligt inskriptionen ovanför dörren stod färdigt 1626. Anders Sinclair hann dock aldrig se huset färdigt då han avled 1625 och hans son Christian Sinclair (1607–1645) tog över. Godset kom sedan genom köp 1640 att tillhöra Jochum Beck på Torup. Han tvingades dock att sälja Sinclairsholm år 1650 efter stora ekonomiska förluster vid bland annat alunbruket i Andrarum. Köpare var Jörgen Marsvin till Restrup, som därmed blev den siste danske ägaren. Landshövdingen i Kristianstads och Blekinge län, Håkan Nilsson Skytte (1603–1688), köpte godset 1667. Inom hans släkt stannade det till 1808. Det har sedan ägts av släkten Gyllenkrook. Via friherrinnan Eva Barnekow, född Gyllenkrook, kom godset till familjen Barnekow, och ägs idag av friherre Johan Barnekow med hustru Inger.
Carl von Linné gästade slottet mellan 17 och 19 maj under sin skånska resa 1749. Ägare var då major Carl Henrik Skytte. Linné noterade att träbyggnaderna var inoljade med "Hjerners träbalsam" som framkallade en doft av svavel. Om slottets trädgård skriver han: 
 "Denna gården var omgiven med artiga trädgårdar av varjehanda fruktbärande träd till myckenhet, såsom borstorfeäpplen, druveäpplen, bergamotter, boncretiner, lambertiska nötter och tyska slån...", "Valnöteträd hade väl avfrusit 1740 men åter uppvuxit. Staphylæa, Sabina, lavendel stor och i myckenhet. Ruta som planterades för fåren att bevara dem för sjukdomar, växte alla mycket frodigt, fastän de om vintern ej det minsta vårdades".  
Linné skriver också att han sett vindruvor växa vid husväggar på godset.